# Quartier général du Führer de Tannenberg
Le Quartier général du Führer de Tannenberg (également connu sous le nom de « Installation T ») est un quartier général du Führer, construit en 1939 pour être utilisé comme centre de commandement et de contrôle militaire par Adolf Hitler. Il était situé près de Freudenstadt et Hitler y séjourna une semaine en 1940 alors qu'il inspectait les forteresses de la ligne Maginot.

Carte des différents Quartiers généraux du Führer en Europe

## Histoire
Tannenberg a été édifié sur la montagne Kniebis (en), au cœur de la Forêt-Noire, sur le site d'une installation existante de la zone de défense aérienne occidentale de l'Allemagne, près de Freudenstadt. Construit par l'organisation Todt au cours de l'hiver 1939-1940, il a été décrit comme un prototype du Wolfsschanze (Tanière du loup),,. Le nom du site, « Tannenberg », vient de la bataille de Tannenberg pendant la Première Guerre mondiale.

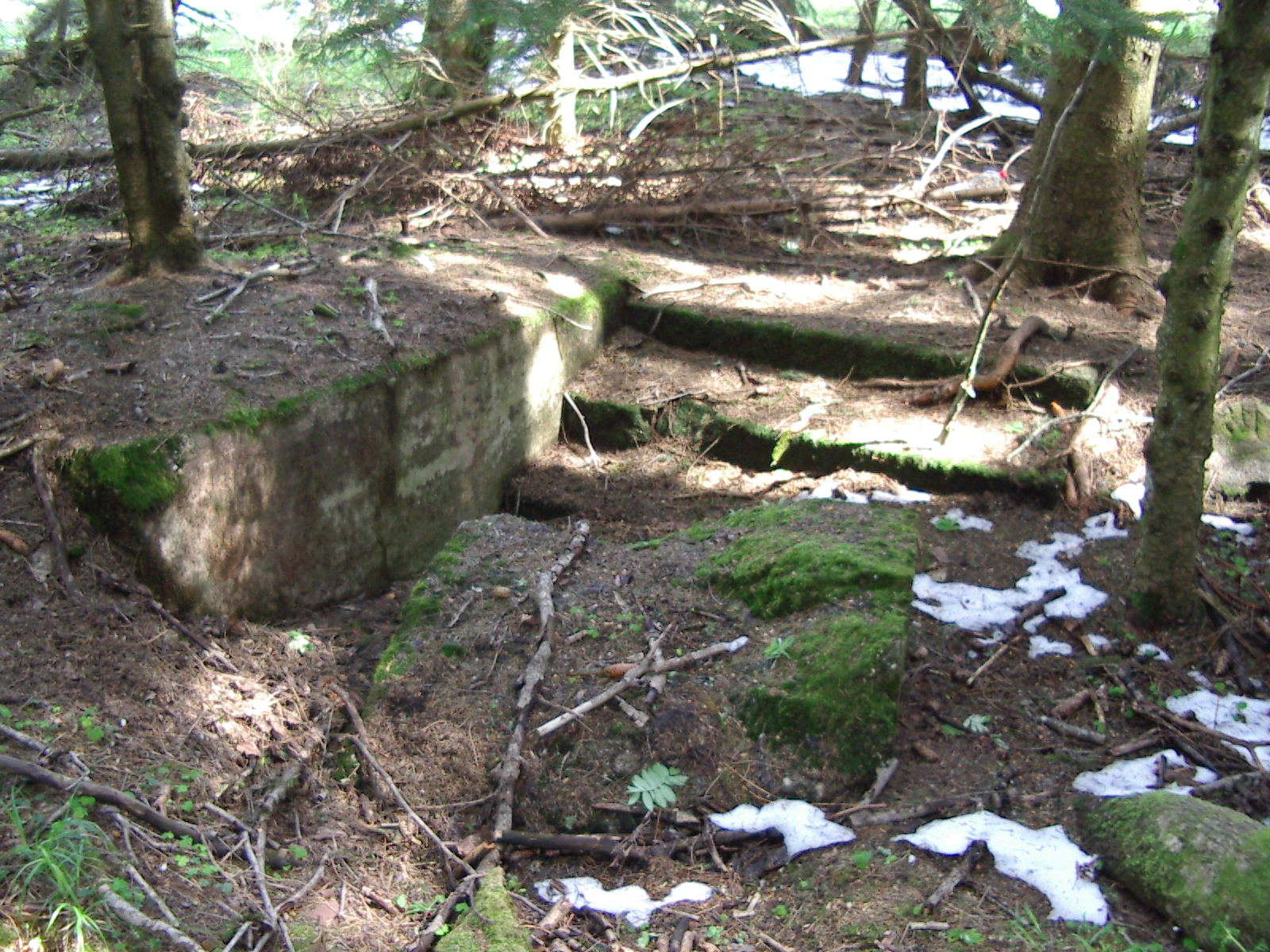
Les ruines de Tannenberg photographiées en 2012

Après la chute de la France, Hitler séjourna à Tannenberg du 28 juin, venant de son Quartier général de Brûly-de-Pesche en Belgique, au 5 juillet 1940, l'utilisant comme base pour visiter les forteresses de la ligne Maginot. C'est la seule fois où Hitler l'aurait utilisé. 
La plupart des bâtiments ont été démolis lors du retrait allemand du front occidental en 1945.
Un bâtiment, resté debout, a ensuite servi aux forestiers de lieu de stockage d'engrais et d'autres fournitures.
Depuis 2014, Tannenberg se trouve dans le parc national de la Forêt-Noire.

## Conception et aménagement
Tannenberg se composait de deux bunkers en béton, l'un utilisé comme quartier privé d'Hitler et le second comme centre de communication. Le site comprenait également plusieurs structures à ossature de bois, dont un réfectoire, des casernes, des logements pour les invités, un centre de conférence et un poste de garde. Le périmètre du complexe était entouré de barbelés.